# Zuzana Dvořáková Líšková
Zuzana Dvořáková Líšková (* asi 1978) je česká manažerka a vysokoškolská učitelka, od roku 2023 děkanka Ekonomické fakulty Jihočeské univerzity. 

## Životopis
Narodila se kolem roku 1978. V letech 1993 až 1997 absolvovala studium na Gymnáziu Andreja Kmeťa v Banské Štiavnici. V roce 2002 pak absolvovala studium na Fakultě přírodních věd Univerzity Konstantina Filozofa v Nitře a získala magisterský titul. Na své magisterské studium navázala doktorským studiem na Zemědělské fakultě Jihočeské univerzity, kde v roce 2005 získala titul Ph.D. V roce 2007 začala pracovat jako odborná asistentka na Ekonomické fakultě Jihočeské univerzity, v roce 2008 pak získala titul doktorky přírodních věd po absolvování rigorózní zkoušky na Přírodovědecké fakultě Ostravské univerzity. V letech 2005 až 2009 působila na Ústavu systémové biologie a ekologie. V letech 2006 až 2015 působila jako odborná asistentka na Zemědělské fakultě JU. Na Ekonomické fakultě JU pak působila jako odborná asistentka jmenovitě na Katedře regionálního managementu a práva a na Katedře aplikované ekonomie a ekonomiky.
V letech 2019 až 2023 působila jako proděkanka Ekonomické fakulty JU pro rozvoj a vnější vztahy. V roce 2022 se Lišková habilitovala na Univerzitě Konstantina Filozofa v Nitře v oboru environmentální management. V březnu 2023 se ujala funkce děkanky fakulty, když ve funkci vystřídala Dagmar Škodovou Parmovou (která již od října 2022 působila jako starostka Českých Budějovic).
Během své kariéry absolvovala celou řadu různých zahraničních stáží, jmenovitě například na Uppsalské univerzitě, Bernské univerzitě, Universität für Bodenkultur ve Vídni nebo na Univerzitě v Dar es Salaamu v Tanzanii. V rámci své odborné činnosti se věnuje environmentálnímu managementu, územnímu rozvoji, rozvoji regionů nebo také problematice brownfieldů.